# Guttipsilopa stonei
Guttipsilopa stonei är en tvåvingeart som först beskrevs av Wayne N. Mathis och Wirth 1977.  Guttipsilopa stonei ingår i släktet Guttipsilopa och familjen vattenflugor. Inga underarter finns listade i Catalogue of Life.